# Puzhal
Puzhal é uma vila no distrito de Thiruvallur, no estado indiano de Tamil Nadu.

## Demografia
Segundo o censo de 2001,  Puzhal  tinha uma população de 20,297 habitantes. Os indivíduos do sexo masculino constituem 49% da população e os do sexo feminino 51%. Puzhal tem uma taxa de literacia de 76%, superior à média nacional de 59.5%: a literacia no sexo masculino é de 84% e no sexo feminino é de 68%. Em Puzhal, 14% da população está abaixo dos 6 anos de idade.